# Bengt Wanselius
Bengt Evert Wanselius, född 4 september 1944, är en svensk fotograf.
Bengt Wanselius utbildade sig till fotograf på Fotohögskolan i Stockholm 1959-1961. Han undervisade i fotografi på Konstfack i Stockholm 1981-83 och på Göteborgs universitet 1984-87. Han var medgrundare till bildbyrån Bildhuset 1976.
Bengt Wanselius och Paul Duncan fick 2009 Augustpriset för boken Regi Bergman.